# Вес Борланд
Ве́слі Ло́уден Бо́рланд (англ. Wesley Louden Borland; * 7 лютого 1975, Річмонд) — американський музикант, найбільш відомий як гітарист гурту Limp Bizkit. Він був учасником також інших гуртів, як-то The Damning Well, Goatslayer та Big Dumb Face. Борланд відомий також своїм дивним зовнішнім виглядом під час живих виступів. Він є засновником гурту Black Light Burns, для якого пише більшу частину музики й текстів. 2009 року Вес повернувся до Limp Bizkit. Вес є прихильником творчості Джона Зорна та Aphex Twin.

## Кар'єра
2001 року незадовго до першого розриву із Limp Bizkit Вес зі своїм братом Скоттом Борландом та іншими музикантами створив гурт Big Dumb Face. Після виходу EP та студійного альбому діяльність гурту було призупинено, натомість було створено новий, маловідомий Eat the Day.
Згодом Вес почав працювати над своїм сольним проектом з другом, гітаристом і продюсером Денні Лоннером (Nine Inch Nails). Разом вони створили гурт The Damning Well, який зміг засвітитися на саундтреку до фільму Underworld. Після цього до Веса надійшли пропозиції приєднатися до A Perfect Circle, а згодом і до Nine Inch Nails, які він відхилив, пославшись на пошук вокаліста до Eat The Day. Згодом Борланд оголосив про розпад Eat The Day та The Damning Well.
В кінці 2003 року Вес узяв участь (як гітарист та співпродюсер) у записі «Legion of Boom» — третього альбому американських електронників The Crystal Method, а 2004 року повернувся до Limp Bizkit для запису «The Unquestionable Truth». Втім через суперечки Фред Дерст зі скандалом вигнав Веса із гурту через блоґ Myspace. Борланд прокоментував це так:
| «Здається, вони гадають, що я не достатньо хороший для них, та хай ідуть під три чорти.» Оригінальний текст (англ.) «I feel that they think I'm no good for them but fuck it.» |
Невдовзі після цього Борланд створив гурт Black Light Burns.
2008 року Борланд як запрошений гітарист узяв участь у кількох камбек-концертах японського гурту X-Japan. У серпні 2008 року Вес приєднався до Marilyn Manson, втім уже 2009 року Вес покинув гурт для того, аби знову приєднатися до Limp Bizkit для живих виступів та запису нового альбому «Gold Cobra».